# パウル・ラウト
パウル・ラウト（Paul Raud、1865年10月22日 - 1930年11月22日)はエストニアの画家である。双子の兄弟のクリスチャン・ラウトやアンツ・ライクマーとともに、20世紀初頭のエストニアにおける最も影響力の大きい画家になった。

## 略歴
エストニア北部レーネ＝ヴィル県の Kirikukülaで生まれた。父親は早く亡くなり、叔父の世話で1881年に家族とタルトゥに移った。タルトゥでエストニア出身の画家、オスカー・ホフマンやユリウス・フォン・クレーファーの作品を見て画家を志した。1年間軍務についた後、ドイツに移り、1888年から1894年までデュッセルドルフ美術アカデミーで、ハインリヒ・ラウエンシュタイン、クローラ(Hugo Crola)、ヨハン・ピーター・テオドール・ヤンセン、シル(Adolf Schill)、エドゥアルト・フォン・ゲープハルトに学んだ 。
エストニアに帰国後は、肖像画や風景画を描き、1896年にはバルト海のムフ島なども訪れた。この頃はドイツにおける印象派の画家、マックス・リーバーマンのスタイルに近い作品を描いた。
第一次世界大戦が始まった後、1915年からタリンの商業学校で絵を教え始め、1923年からはタリンの工芸学校で教えた。

## 作品

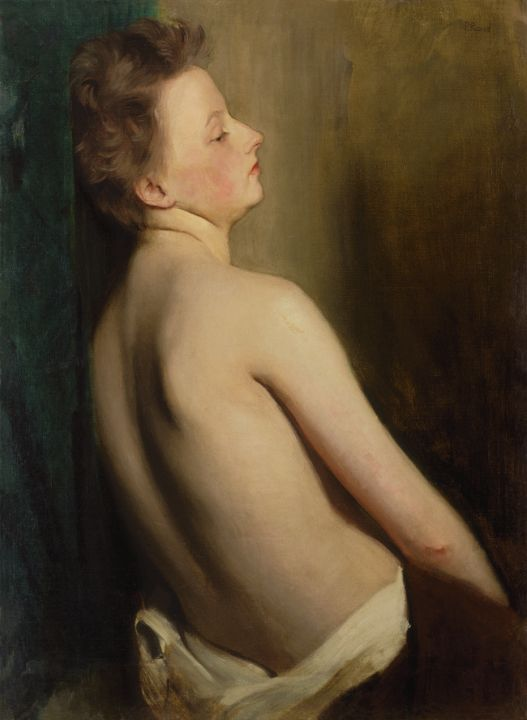
Seminude (1893)
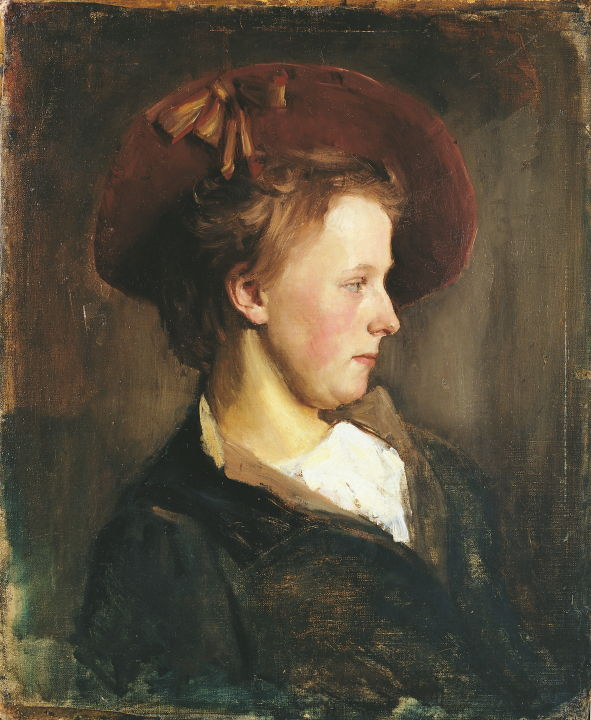
赤い帽子の婦人 (1893)
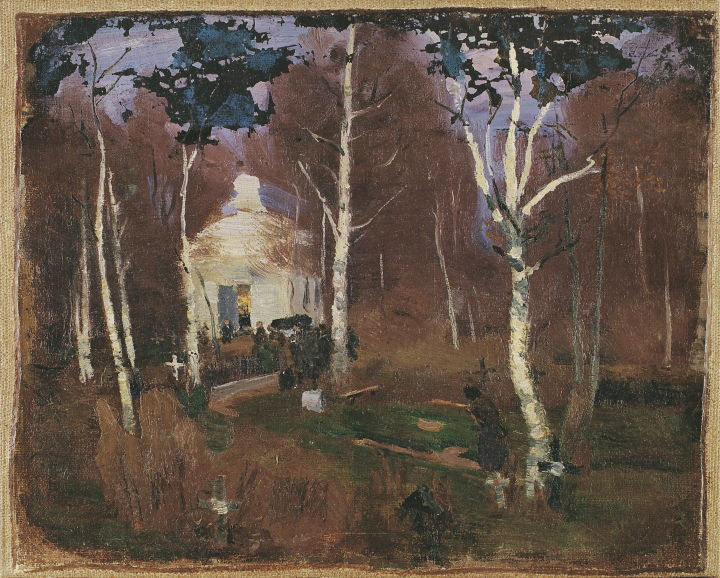
Rakvere墓地 (1895)
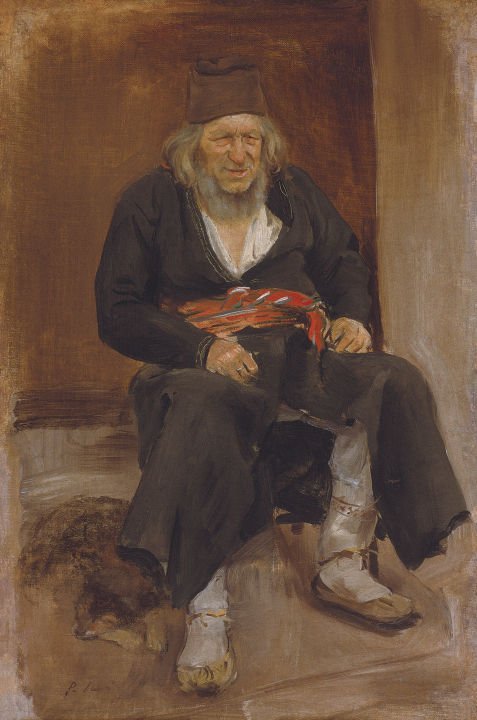
ムフ島の老人

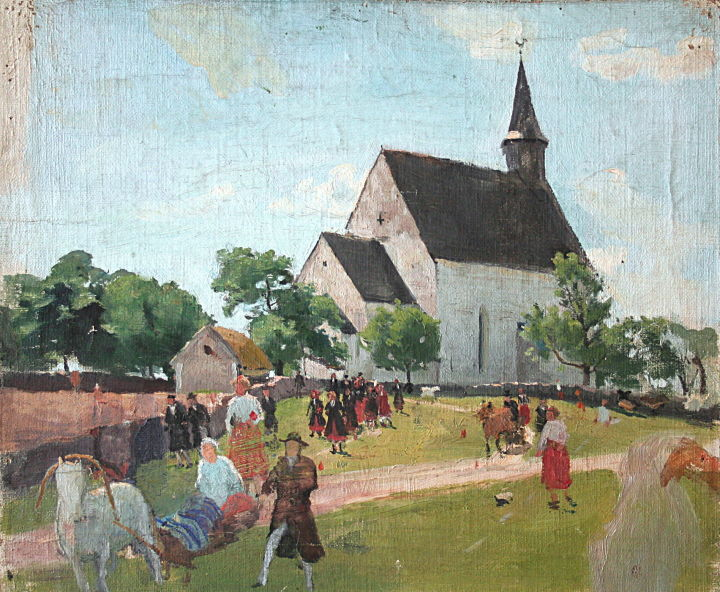
ムフ島の教会
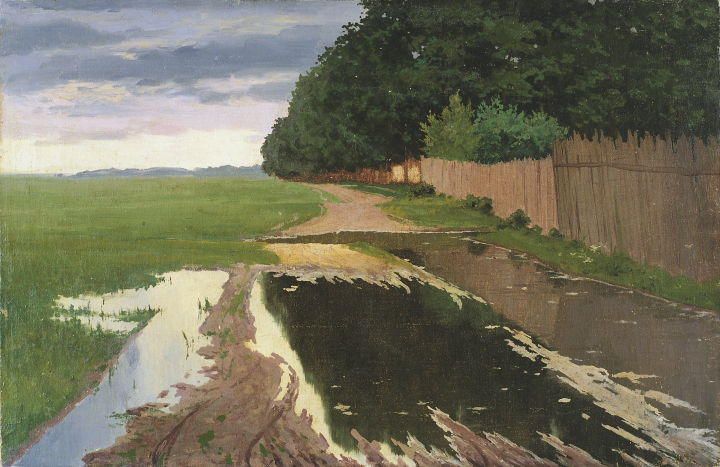
(1906/1911)
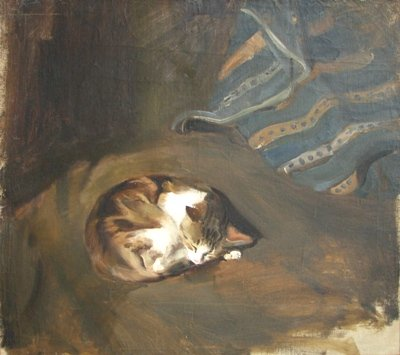
眠る猫